# Malka Arda (distrikt i Bulgarien)
Malka Arda (bulgariska: Малка Арда) är ett distrikt i Bulgarien.   Det ligger i kommunen Obsjtina Banite och regionen Smoljan, i den södra delen av landet, 180 km sydost om huvudstaden Sofia.
I omgivningarna runt Malka Arda växer i huvudsak blandskog. Runt Malka Arda är det ganska tätbefolkat, med 60 invånare per kvadratkilometer.